# Ángel Floro Costa
Ángel Floro Costa (Montevideo, 18 de agosto de 1838 – Buenos Aires, 10 de junio de 1906) fue un ensayista y político uruguayo, perteneciente al partido Colorado. 
Se licenció en jurisprudencia en 1862. No obstante, dictó cursos de astronomía y geografía y su vocación científica lo llevó a interesarse por la paleontología, la química y la higiene. También se mostró inclinado a los asuntos filosóficos, económicos y educacionales.
Sus relaciones políticas oscilantes con los gobiernos de la época lo obligaron a exiliarse varias veces en Buenos Aires. Amigo de Bartolomé Mitre se escribió varias cartas con el mismo eminente político argentino y también colaborador del sector colorado de Juan Carlos Gómez. Designado fiscal de Hacienda en 1861. 
Polemista implacable, colaboró en los diarios como La Defensa y El Progreso. Fue uno de los primeros exponentes de las ideas positivistas en Uruguay.
Su obra más emblemática, Nirvana, se convirtió en un libro profético sobre el porvenir del Uruguay como nación, aislado de las tribulaciones vecinales y latinoamericanas y empeñado en mirar hacia las «luces» de Europa.
Se desempeñó como senador entre 1891 – 1903 y diputado entre 1902 – 1906.

## Obras
- Ensayos literarios - 1860
- La metafísica y la ciencia. Fantasía filosófico-literaria – 1879
- Nirvana. Escritos sociales, políticos y económicos sobre la República Oriental del Uruguay - 1880
- Excelsior (Juguete político en un acto y dos cuadros) - 1884
- El Pentateuco; trozos de la divina comedia uruguaya – 1888

Y escribió otras obras, bajo seudónimo.